# کیش‌دیالان
کیش‌‌دیالان (به مجاری:  Kisgyalán) یک منطقهٔ مسکونی در مجارستان است که در ناحیه کاپوشوار واقع شده‌است. کیش‌‌دیالان ۹٫۴۱ کیلومتر مربع مساحت و ۱۹۰ نفر جمعیت دارد.